# Буашев, Кумиспек
Кумиспек Буашев — советский хозяйственный, государственный и политический деятель, Герой Социалистического Труда.

## Биография
Родился в 1904 году в ауле Чубартау Каркаралинского уезда Семипалатинской области. Член КПСС.
С 1911 года — на хозяйственной, общественной и политической работе. В 1911—1975 гг. — батрак у баев, чабан колхоза «Красное знамя» в Лепсинском/Саркандском районе Алма-Атинской области Казахской АССР, конюх, чабан, старший чабан колхоза «Энергия» Саркандского района Алма-Атинской области Казахской ССР.
Указом Президиума Верховного Совета СССР от 22 марта 1966 года присвоено звание Героя Социалистического Труда с вручением ордена Ленина и золотой медали «Серп и Молот».
Избирался депутатом Верховного Совета Казахской ССР 5-го созыва.
Умер в селении Алмалы после 1975 года.